# Brachypodium arbuscula
Brachypodium arbuscula là một loài thực vật có hoa trong họ Hòa thảo. Loài này được (Gay ex St.-Yves) Gay ex St.-Yves mô tả khoa học đầu tiên năm 1934.